# EuroEyes
EuroEyes International Eye Clinics er en sammenslutning af 28 øjenklinikker i Danmark, Tyskland, Hongkong og Kina med sit hovedsæde i Hamborg.
Den første klinik blev grundlagt af Jørn Slot Jørgensen i 1993, der fortsat er koncerndirektør. Med Lars Jannik Boberg-Ans blev aktiviteterne udvidet til Danmark. I 2013 åbnede man i Kina.